# 218 î.Hr.

## Evenimente
- 218-201 î.Hr.: Al Doilea Război Punic, desfășurat între Cartagina (condus de Hannibal Barca) și Republica Romană.
- 18 decembrie: Bătălia de la Trebia (a avut loc în cadrul celui de-al 2-lea Război Punic).

- noiembrie: Bătălia de la Ticinus (a avut loc în cadrul celui de-al 2-lea Război Punic).